# Almere Sailors
Almere Sailors es un equipo de baloncesto holandés que compite en la Dutch Basketball League, la primera división del país. Fundado en 2020, tiene su sede en la ciudad de Almere. Disputa sus partidos en el Topsportcentrum Almere, con capacidad para 3000 espectadores.

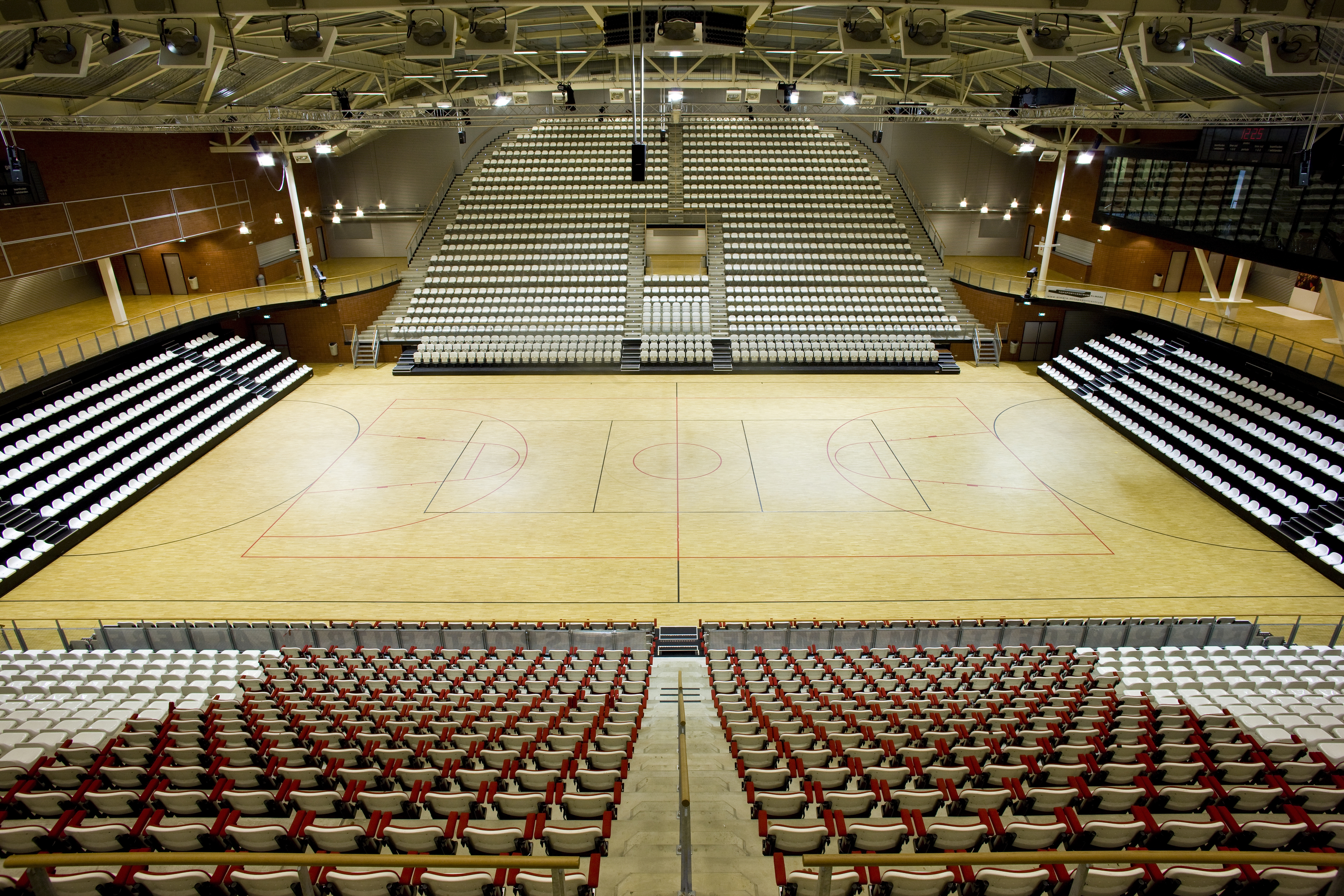
El Topsportcentrum Almere

## Historia
En julio de 2020, los Almere Pioneers anunciaron sus planes de ingresar en la Dutch Basketball League (DBL). Debido a la pandemia de COVID-19, los requisitos de ingreso a la liga se suavizaron. Desde su desaparición en la temporada 2006-07, la ciudad de Almere no había tenido un equipo jugando al más alto nivel. Para separar sus actividades del club amateur Pioneers, se estableció una nueva organización. El 3 de agosto, se anunció el nombre de Almere Sailors para el equipo profesional. El nombre se eligió porque la ciudad de Almere se creó después de ganarle tierras al mar.
Los Sailors jugaron su primer partido oficial en la DBL el 3 de octubre, perdiendo 124-64 en casa del Donar Groningen.